# Leptoeurysa bidentata
Leptoeurysa bidentata är en insektsart som först beskrevs av Rauno E. Linnavuori 1973.  Leptoeurysa bidentata ingår i släktet Leptoeurysa och familjen sporrstritar. Inga underarter finns listade i Catalogue of Life.